# Батаља (Напуљ)
Батаља (итал. Battaglia) је насеље у Италији у округу Напуљ, региону Кампанија.
Према процени из 2011. у насељу је живело 232 становника. Насеље се налази на надморској висини од 84 м.